# 坂野正高
坂野 正高（ばんの まさたか、1916年6月26日 - 1985年7月10日）は、日本の歴史学者。専門は、中国政治外交史。

## 経歴
＜主な出典：＞
1916年、ニューヨーク市生まれ。東京帝国大学法学部卒業。東京帝国大学東洋文化研究所助手（1942年 - 1948年）、東京都立大学講師・助教授・教授（1948年 - 1962年）、東京大学法学部教授（1962年 - 1976年）、国際基督教大学教授（1976年 - 1985年）を務めた。

## 受賞・栄典
- 1981年 ： 紫綬褒章

## 著書

### 単著
- China and the West, 1858-1861: the Origins of the Tsungli Yamen（英語版）, (Harvard University Press, 1964).
- 『近代中国外交史研究』（岩波書店, 1970年）
- 『現代外交の分析――情報・政策決定・外交交渉』（東京大学出版会, 1971年）
- 『近代中国政治外交史――ヴァスコ・ダ・ガマから五四運動まで』（東京大学出版会, 1973年）
- 『イメージの万華鏡――私の米国・日本・中国体験』（筑摩書房, 1982年）
- 『中国近代化と馬建忠』（東京大学出版会, 1985年）

### 共著
- Japanese Studies of Modern China: A Bibliographical Guide to Historical and Social-science Research on the 19th and 20th Centuries（英語版）, with John King Fairbank, (Charles E. Tuttle, 1955).

### 共編著
- （衛藤瀋吉）『中國をめぐる國際政治――影像と現実』（東京大学出版会, 1968年）
- （田中正俊・衛藤瀋吉）『近代中国研究入門』（東京大学出版会, 1974年）

### 訳書
- ジョージ・マカートニー『中国訪問使節日記』（平凡社〈東洋文庫〉, 1975年）、ワイド版2004年
- カリエール『外交談判法』（岩波文庫, 1978年）
- ルシアン・ビアンコ（フランス語版）『中国革命の起源 1915-1949（英語版）』（東京大学出版会, 1989年）